# Martinière (bateau)
Pour les articles homonymes, voir Martinière.
Le Martinière était un navire de charge reconverti en navire-prison.

## Histoire
Construit à Hartlepool en Angleterre, ce navire britannique fut lancé en 1912 sous le nom d'Armanistan pour F.C. Strick & Co, Anglo-Algerian S.S. Co de Londres. Il est ensuite acheté en 1913 par la compagnie allemande Hamburg-Amerika Linie pour son service en Afrique de l'Ouest sous un nouveau nom, Duala. En 1919, la France prend possession du navire au titre des dommages de guerre et le rebaptise Martinière avant de le céder à la Compagnie nantaise de navigation à vapeur adjudicataire du transport des bagnards à la suite d'un appel d'offres lancé par le ministère de la Marine et des Colonies en 1891.
Le 17 mai 1931, le navire lève l'ancre à Saïgon. À son bord, cinq cent trente-huit "Annamites", droits communs et politiques mélangés. Ils débarqueront à Cayenne en Guyane, le 30 juin 1931, après quarante-quatre jours de navigation.
En 1937, le navire devient la propriété de la Compagnie générale transatlantique pour la même fonction.
En 1939, le Martinière est revendu à la Marine nationale française. Transformé en ponton flottant à Lorient le navire est coulé en février 1943 par un bombardement britannique. Renfloué en 1947, il servira de ponton sur le Scorff. La démolition a lieu en 1955 à Saint-Nazaire.

### Transport de bagnards
Les condamnés à des peines de bagne étaient rassemblés à la forteresse de l'île de Ré, à Saint-Martin-de-Ré, avant d'être expédiés en Guyane. Chaque forçat dispose d'une tenue réglementaire : le paquetage consiste en une veste vareuse, pantalon de droguet marron, sabots galoches, chemises et costumes de toile, sac et musette, quart, gamelle et cuillère en bois, mouchoirs et couvertures, avec trois tailles de vêtements et de chaussures.
En aout 1921, après 6 ans d'interruption du transport, la Martinière remplace la Loire, torpillée durant la Première Guerre mondiale, dans le transport des bagnards de l’île de Ré au bagne de Saint-Laurent-du-Maroni parfois en passant par Alger comme en octobre de la même année. Véritable bateau-cage, il effectue deux fois par an la traversée entre la France métropolitaine et la Guyane en 3 semaines environ. Grâce à son faible tirant d'eau il pouvait remonter le fleuve Maroni jusqu'au pénitencier de Saint-Laurent-du-Maroni.
Ses dimensions ne lui permettant pas d'accoster au port de Saint-Martin-de-Ré, ce sont deux bateaux de taille plus modeste, le Coligny ou l’Express, qui se chargeaient du transfert des prisonniers vers le navire mouillé dans la rade.

### Conditions de transport
Jusqu'à 670 forçats déportés s'entassent à fond de cale, dans huit cages appelées « bagnes » dans quatre faux ponts. Ils couchent dans des hamacs et ont droit à une promenade quotidienne par groupe sur le pont. La nourriture des bagnards était identique à celles des soldats. Chaque cage est traversée par un réseau de tuyauterie pour envoyer des jets de vapeur brûlants sur les bagnards révoltés (utilisé une seule fois en 1935) ; en cas de décès, les prisonniers sont tout bonnement jetés par-dessus bord. Les bagnards récalcitrants peuvent être mis aux fers ou au cachot disciplinaire. Le navire disposait d'une infirmerie. Le Martinière achemina ainsi entre les deux guerres, entre 1921 et 1938, plus de 7 000 bagnards vers la Guyane.

### Commandants
- Commandant Leroy jusqu'en 1930
- Commandant Rosier jusqu’en 1938
- Commandant Gautier 1938, jusqu'au 1er août 1939

## Dans la littérature
Le navire est évoqué dans la pièce de théâtre Les Bonnes de Jean Genet et dans le roman Papillon de Henri Charrière, ainsi que dans le roman Guillotine Sèche de René Belbenoit.  

## Source
- Le Martinière (French Lines)
- Ouvrage collectif : « Martinière », le transport des forçats éd. Marines-éditions oct2008